# Žarko Zrenjanin
Pour les articles homonymes, voir Zrenjanin (homonymie).
Žarko Zrenjanin ou Žarko Zrenjanin Uča, en serbe cyrillique Жарко Зрењанин Уча (né le 12 septembre 1902 à Izbište près de Vršac, mort à Pavliš près de Vršac le 4 novembre 1942), était un résistant yougoslave, décoré à titre posthume de l'Ordre du Héros national. 
En 1924, il fonde à Vršac une usine de fabrication de bérets sous la marque Uča, son surnom. Cette entreprise existe encore et est un des plus grands fabricants mondiaux de bérets militaires.
Zrenjanin fut le chef des communistes de Voïvodine. Pendant la Seconde Guerre mondiale, il commanda les Partisans qui, dans cette région, luttaient contre l’occupation nazie. Arrêté, il fut incarcéré et torturé. Relâché, il fut tué tandis que les Allemands tentaient de l’arrêter à nouveau. 
La ville de Zrenjanin, en Serbie, fut rebaptisée ainsi en son honneur en 1946.